# Alcide Berloffa

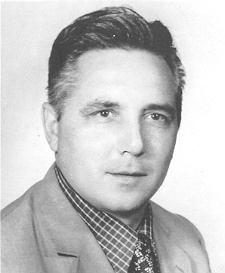
Alcide Berloffa, 1972

Alcide Berloffa (* 23. Juli 1922 in Sardagna bei Trient; † 25. Februar 2011 in Bozen) war ein italienischer Politiker, der maßgeblich an der Einrichtung und Gestaltung der Autonomie Südtirols mitwirkte.

## Leben
Berloffa wurde am 23. Juli 1922 in Sardagna geboren, übersiedelte allerdings 1926 mit seiner Familie nach Bozen und wuchs dort im Stadtteil Rentsch auf. 1948 wurde er auf der Liste der Democrazia Cristiana in den Bozner Gemeinderat gewählt, dem er bis 1957 angehörte. Er war von 1953 bis 1968 und von 1972 bis 1976 Abgeordneter seiner Partei in der Camera dei deputati, einer der beiden italienischen Parlamentskammern. Berloffa war maßgeblich an der Einrichtung und Gestaltung der Autonomie Südtirols beteiligt: Von 1961 bis 1964 war er Mitglied der Neunzehnerkommission, die das sogenannte Südtirol-Paket erarbeitete; von 1968 bis 1994 war der enge Vertraute Aldo Moros Experte und Berater im italienischen Ministerratspräsidium für Südtirol betreffende Fragen; von 1972 bis 1994 fungierte er als Vorsitzender der Sechser- und Zwölferkommission, die die Durchführungsbestimmungen zur Weiterentwicklung der Autonomie ausarbeiten. Von 1977 bis 1994 war er Mitglied des italienischen Staatsrats.
Berloffa erfuhr wegen seiner autonomie-freundlichen Haltung zunächst von Teilen der italienischsprachigen Bevölkerung Südtirols deutliche Ablehnung. Später wurde er hingegen – in Analogie zum Verhandlungsführer der deutschsprachigen Südtiroler, seinem langjährigen Freund Silvius Magnago – als „italienischer Vater“ der Südtiroler Autonomie gewürdigt. Er erhielt als erster italienischsprachiger Südtiroler das Ehrenzeichen des Landes Tirol, 2001 wurde er mit dem Bischof-Joseph-Gargitter-Preis ausgezeichnet. Berloffa war von 1998 bis 2002 Mitglied des Gründungsrats und von 2002 bis 2006 Vizepräsident des Universitätsrats der Freien Universität Bozen. Nachdem er in den letzten Jahren seines Lebens an Altersdemenz gelitten hatte, starb er am 25. Februar 2011 in der Bozner Marienklinik.
Berloffas Archivunterlagen wurden 2012 von dessen Erben dem Südtiroler Landesarchiv für 20 Jahre zur wissenschaftlichen Aufarbeitung überlassen.

## Auszeichnungen
- 1993: Großes Silbernes Ehrenzeichen am Bande für Verdienste um die Republik Österreich[11]
- 2001: Bischof-Joseph-Gargitter-Preis
- Ehrenzeichen des Landes Tirol
- 2021: Benennung des Bozner Bahnhofsparks in Alcide-Berloffa-Park samt Widmung einer Installation dort im Rahmen eines zugleich auf dem Silvius-Magnago-Platz eingerichteten Autonomieparcours'[12]

## Memoiren
- Gli anni del Pacchetto. Ricordi raccolti da Giuseppe Ferrandi. Edition Raetia, Bozen 2004, ISBN 978-88-7283-212-7.